# Quetzalapa, Puebla
Quetzalapa är en ort i Mexiko.   Den ligger i kommunen Huatlatlauca och delstaten Puebla, i den sydöstra delen av landet, 140 km sydost om huvudstaden Mexico City. Quetzalapa ligger 1 609 meter över havet och antalet invånare är 398.
Terrängen runt Quetzalapa är huvudsakligen kuperad, men den allra närmaste omgivningen är platt. Runt Quetzalapa är det ganska glesbefolkat, med 25 invånare per kvadratkilometer. Närmaste större samhälle är Atoyatempan, 19,8 km nordost om Quetzalapa. Omgivningarna runt Quetzalapa är en mosaik av jordbruksmark och naturlig växtlighet.